# Všetaty
Všetaty (deutsch Wschetat, älter auch Wißen) ist ein Flecken und Eisenbahnknoten in Mittelböhmen nahe der Elbe.

## Geographie
Všetaty hat 2.026 Einwohner (Stand: 1. Januar 2006) und gehört zum Okres Mělník. Er gehört zur Verwaltungsgemeinschaft Neratovice und liegt linksseitig des Flusses Košátecký potok im Polabí, der mittelböhmischen Elbniederung. Nach Südosten erstreckt sich der Höhenrücken Cecemina (238 m n.m.) mit der Gemeinde Dřísy, an dem sich das älteste Weinbaugebiet Böhmens befand.

## Geschichte

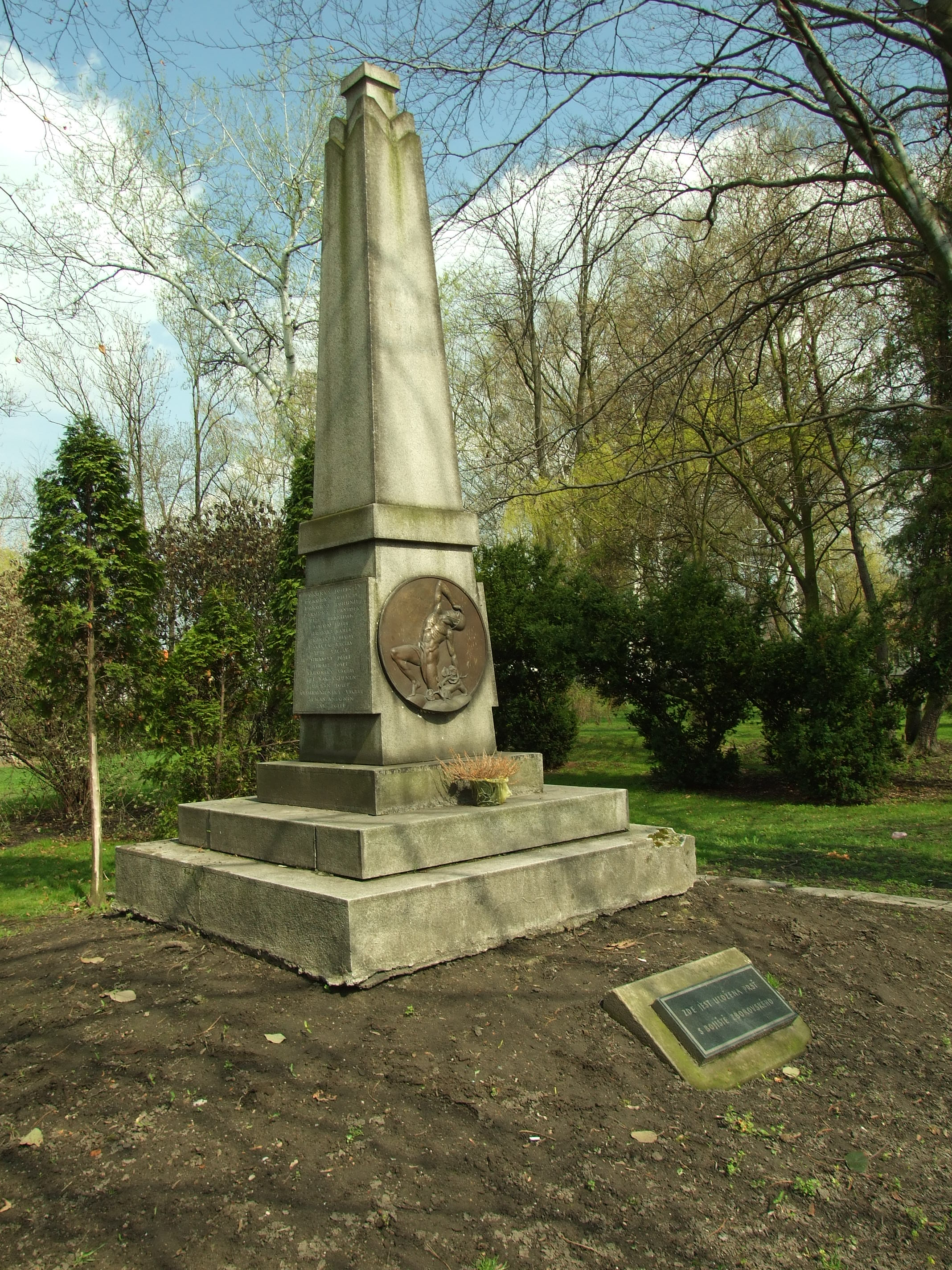
Erster Weltkriegsmemorial in Všetaty

Die erste schriftliche Erwähnung des Ortes stammt aus dem Jahre 1223. Seit 2006 besitzt der Ort wieder den Status eines Městys.

## Sehenswürdigkeiten
- Kirche St. Peter und Paul
- Kruzifix

## Ortsteile
- Všetaty
- Přívory

## Verkehr
Im Bahnhof Všetaty kreuzen sich folgende Eisenbahnlinien:
- Praha–Turnov
- Kolín–Mělník–Děčín (ehem. Österreichische Nordwestbahn)

Seit dem 9. Dezember 2007 ist der Ort Endpunkt der Linie S3 der Esko Prag.

## Persönlichkeiten
- Jan Palach (1948–1969), Student, aufgewachsen in Všetaty, verbrannte sich 1969 in Prag aus politischen Gründen.